# Стрічковий живильник

Стрічковий живильник — різновид живильника для сипких речовин (напр., реагентів). Стрічковий живильник складається з невеликого бункера 1, дном якого є стрічка 3 конвеєра. Розмір розвантажувальної щілини на боковій стінці бункера регулюється шибером 2. При русі стрічки з бункера видається шар порошкоподібного реагенту (рис.  а).